# NGC 5117
NGC 5117 (другие обозначения — UGC 8411, MCG 5-32-10, ZWG 161.37, PGC 46746) — спиральная галактика с перемычкой (SBc) в созвездии Гончие Псы.
3 февраля 2022 года в галактике зафиксирована сверхновая SN 2022abq.
Этот объект входит в число перечисленных в оригинальной редакции «Нового общего каталога».